# فرناندا أوريجولا
فرناندا أوريجولا هي ممثلة تشيلية ولدت في 24 سبتمبر 1981.صرحت بأنها مزدوجة التوجه الجنسي.